# She Married a Cop
She Married a Cop (Brasil:  ) é um filme norte-americano de 1939, do gênero comédia, dirigido por Sidney Salkow e estrelado por Phil Regan e Jean Parker.

## A produção
O filme, sobre um policial dono de uma bela voz, mostra uma pequena sequência de animação, feita por Leon Schlesinger.
She Married a Cop foi indicado ao Oscar de Melhor Trilha Sonora. Foi a segunda indicação seguida para Cy Feuer, autor da trilha.

## Sinopse
Jimmy Duffy, policial irlandês que trabalha em Nova Iorque, acredita que foi contratado por dois produtores de teatro pelos seus esplêndidos dons vocais. Na verdade, ele fará a voz de um porco no espetáculo que está sendo preparado.

## Principais premiações
| Prêmio | Categoria            | Situação |
| ------ | -------------------- | -------- |
| Oscar  | Melhor Trilha Sonora | Indicado |

## Elenco
| Ator/Atriz     | Personagem     |
| -------------- | -------------- |
| Phil Regan     | Jimmy Duffy    |
| Jean Parker    | Linda Fay      |
| Jerome Cowan   | Bob Adams      |
| Dorothea Kent  | Mabel Dunne    |
| Benny Baker    | Sidney         |
| Barnett Parker | Mordomo Bekins |
| Horace McMahon | Joe Nash       |
| Oscar O'Shea   | Papai Duffy    |
| Mary Gordon    | Mamãe Duffy    |